# Caixa acústica
Caixa acústica em corte exibindo em seu
interior os alto-falantes para os sons graves,
 médios e agudos e o divisor de frequências
Caixa acústica ou Caixa de Som, no Brasil, ou Coluna, em Portugal, é uma caixa construída em madeira, MDF ou plástico, contendo uma abertura para um amplificador sonoro (ou alto-falante), melhorando a reprodução sonora.

## Função

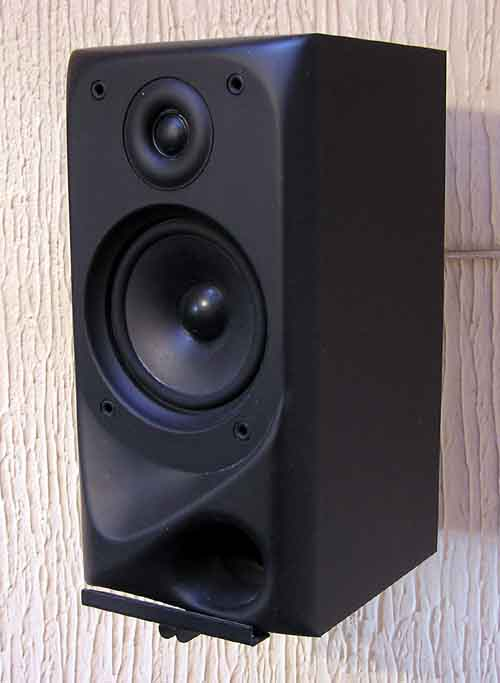
Caixa acústica doméstica.

A finalidade desse aparato é impedir que se misturem as ondas sonoras dianteiras e traseiras emitidas pelos alto-falantes, o que causa interferência destrutiva e anula o som. No entanto, também são usadas para melhorar a acústica da reprodução sonora tanto em resposta em frequência quanto em tempo de resposta.
As caixas acústicas normalmente possuem mais de um alto-falante no intuito de cobrir melhor todas as faixas de frequências audíveis (em torno de 20 Hz a 20 kHz para seres humanos). As unidades pequenas são chamadas de tweeters e são responsáveis pelos sons agudos. As unidades de média frequência são chamadas de mid-ranges e as de frequências graves de woofer.
Para otimizar o funcionamento de cada tipo de alto-falante, o sinal que chega à caixa passa por um circuito divisor de frequências (crossover em inglês), uma espécie de filtro eletrônico que distribui o espectro sonoro adequadamente entre as diversas unidades. Assim, após esse filtro somente os agudos são passados para os tweeters, os médios para os mid-ranges e somente os graves para os subwoofers.
Para audição em aparelhos de som de alta fidelidade são usadas caixas acústicas aos pares para obter o efeito da estereofonia. Em cinemas e home-theaters são usados múltiplas caixas acústicas para obter o efeito de surround.

## Tipos de aparelhos
Existem vários tipos de caixas acústicas, e no seu projeto são usados os parâmetros T/S dos alto-falantes.

### Selada

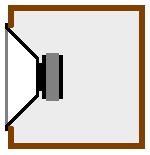
Esquema de caixa acústica selada

As caixas acústicas seladas, ou suspensão acústica, são caracterizadas pelo quase completo isolamento da massa de ar traseira do falante em relação à da dianteira. Como o ar dentro da caixa é comprimido e expandido conforme a movimentação do cone do alto-falante, a pressão interna tem efeito similar a uma mola, expelindo o cone quando ele entra e puxando o cone quando ele sai. Esta é uma caixa relativamente fácil de ser projetada, sendo sua única variável o volume interno de ar livre.
No entanto, a suspensão (mola ou alto-falante) acústica é bastante menos linear que a mecânica. Por isso é aconselhável projetar o alto-falante e a caixa de forma que a força de restituição predominante seja a mecânica.
Acusticamente, ela é caracterizada por tempos de resposta rápidos, isto é, a variação do tempo de resposta do alto-falante varia pouco em função da frequência, ficando geralmente abaixo de 10ms. Assim, ela é responsável por graves rápidos e precisos, percebido em tambores e bumbos rápidos. Porém, sua desvantagem é a extensão dos graves, isto é, a resposta em frequência cai relativamente bastante conforme se entra na região dos sub-graves (<50 Hz). A resposta do alto-falante numa caixa deste tipo está 180 graus fora de fase acima da ressonância com a resposta abaixo da ressonância.
No entanto, abaixo da ressonância o nível sonoro é tão baixo que existe pouco efeito audível, daí que neste tipo de caixa só se considera a resposta dum driver acima da ressonância. Quanto maior for a força do ímã mais rapidamente se dá esta mudança de fase, daí que ímãs mais fortes representam melhores transientes mas pior extensão do grave...

### Dutada (com pórtico)

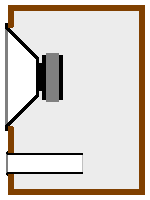
Esquema de caixa acústica dutada

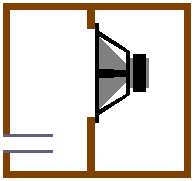
Esquema de caixa passa banda de 4ª ordem

Também chamada de refletora de graves, esta caixa também é selada em toda sua extensão com exceção de um duto. Este duto, ou pórtico, é nada mais que um tubo de diâmetro e comprimento projetados para ressonar em uma frequência desejada. É um projeto mais complexo por envolver estas variáveis a mais além do volume da caixa, e necessita de um estudo de compromisso entre resposta em frequência e tempo de pergunta.
Um fator prático a ser considerado é a velocidade do ar no duto, que se for muito alta pode "soprar" e causar ruídos indesejados. Este tipo de caixa tem grande versatilidade pois pode ter seu comportamento drasticamente alterado por uma simples alteração do comprimento do duto.
Acusticamente, ela tem um reforço de amplitude na região de ressonância do duto de 3dB, e pode ser projetada para que fique plana e capaz de responder com força na região dos sub-graves. Porém, sua desvantagem está no alto tempo de resposta e a sua variação em frequência, podendo ficar com valores de até 20-30ms de diferença entre 20 Hz e 80 Hz. Isso significa que uma batida de um tambor pode ter o impacto inicial no tempo da música, e o sub-grave demorar para responder, ficando um som embolado e atrasado. Se bem projetada, a caixa oferece um compromisso adequado em tempo de resposta, resposta em frequência e um grave forte e contínuo.

### Passa Banda
Caixas Passa Banda ou Band-Pass são caracterizadas por reproduzir somente uma faixa de frequência. Seu projeto é muito complicado e difícil de acertar, e seu comportamento se assemelha a de uma dutada. Dependendo da configuração de dutos, são chamadas de 4ª ou 6ª ordem. Em som automotivo é ideal para aplicação em sedãs e camionetes .

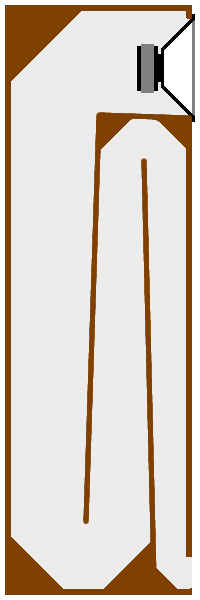
Linha de transmissão

### Linha de Transmissão
É uma caixa diferente das anteriores. Ela pouco se parece com uma caixa pois na verdade não é selada nem tem dutos, mas sim se assemelha a um grande corredor na traseira do alto-falante, cuja área é equivalente à do cone, aberto na outra extremidade. Possui um projeto refinado e alia o baixo tempo de resposta de uma caixa selada com a extensão de resposta de uma caixa dutada. Entretanto, seu uso é restrito devido a suas grandes dimensões.